# Microscapha mutabilis
Microscapha mutabilis is een keversoort uit de familie zwamspartelkevers (Melandryidae). De wetenschappelijke naam van de soort werd in 1982 gepubliceerd door Nikolay Borisovich Nikitskiy & Below.